# Major György
Major György (Beregszász, 1941. október 20. –) Széchenyi-díjas magyar meteorológus, a Magyar Tudományos Akadémia rendes tagja.

## Élete
Major György 1941-ben született a Bereg vármegyei Beregszászon. 1964-ben az Eötvös Loránd Tudományegyetemen diplomázott matematika-fizika szakos tanárként és meteorológusként, majd 2000-ig az Országos Meteorológiai Szolgálat munkatársa volt. 1971-ben a Sugárzási Osztály, majd 1974-ben a Műholdas Sugárzási Osztály vezetője lett. 1976 és 1981 között az OMSZ-KLFI igazgatóhelyettese volt, 1984-ben pedig az OMSZ-KEI igazgatóhelyettese lett. 1985-től 1990-ig a Számítóközpont főosztályvezetője volt, majd 2001-ben az OMSZ tudományos tanácsadója lett.
1969-ben az ELTE-n lett egyetemi doktor, 1974-ben kandidátusi, 1981-ben pedig tudományok doktora címet szerzett. 1993-ban a Magyar Tudományos Akadémia levelező, 1998-ban rendes tagja lett. 1993 és 1998 között az időjárás szerkesztő bizottság elnöke, 1975-től 1990-ig az MTA Interkozmosz Tanács kozmikus meteorológiai szakbizottság titkára volt. 1985 és 1991 között a Magyar Asztronautikai Társaság főtitkári, 1997-től 2000-ig elnöki tisztségét töltötte be. 1994 és 2002 között a Magyar Meteorológiai Társaság főtitkára, 2006-tól 2010-ig elnöke volt, majd 2011-ben tiszteleti tag lett.
Szakterületei a meteorológiai sugárzástan, a műhold-meteorológia, az agrometeorológia, a felszíni meteorológia sugárzásmérése pontosságának fejlesztése, a légkörben elnyelt sugárzás meghatározása műholdas és felszíni adatokból, valamint a napenergia hasznosításának meteorológiai megalapozása. 2007-ben a meteorológia területén hosszú időn át végzett kiemelkedő szakmai és tudományos munkássága, különösen meteorológiai sugárzástani, illetve műholdas meteorológiai kutatásai, valamint oktatói tevékenysége elismeréseként Széchenyi-díjat kapott.

## Díjai, elismerései
- MMT Szakirodalmi nívódíj (1976, 1986)
- Steiner Lajos-emlékérem (1989)
- Fonó Albert-emlékérem (1991)
- Schenzl Guidó-díj (2000)
- Széchenyi-díj (2007)

## Főbb publikációi
- Absorption of shartwave solar radiation in the Atmosphere (1976)
- A meteorológiai sugárzástan gyakorlata (1980)
- Fizikai meteorológia (társszerző, 1982)
- World Maps of Relative Global Radiation (1981)
- Tipikus meteorológiai év szerkesztése (1992)
- Circumsolar correction for pyrheliometers and diffusometers (1994)
- Napsugárzás a légkörben és a felszínen (2000)